# Balzamovec
Balzamovec (znanstveno ime Abies balsamea) je iglasto drevo iz družine borovk, ki je samoniklo v Severni Ameriki. 
Balzamovec je drevo s stožčasto krošnjo, ki zraste do 25 metrov visoko. Ime je dobilo po smoli, ki jo imenujejo kanadski balzam in ima odlične optične lastnosti, zaradi česar jo veliko uporabljajo v mikroskopiji. Drevo izloča smolo v velikih mehurjih. Kot vse jelke ima balzamovec storže, ki jim luske odpadejo, ko dozorijo. Skorja drevesa je siva in pri mladih primerkih gladka, kasneje pa razpoka. Iglice so dolge od 2 do 3 cm, široke pa do 2 mm. Po zgornji strani so temno sivkasto zelene, po spodnji pa  svetlejše sive. Na vejah so nameščene spiralno, ko pa odpadejo, za njimi ostane na vejo okrogla vdolbina. Moški cvetovi so zelenkasto rumene barve z rožnatim nadihom, ženski pa so svetlo zeleni. Iz njih se razvijejo pokončni storži, ki so sprva sivo zeleni, kasneje modrikasti do olivno zeleni, na koncu pa postanejo temno vijolični. Visoki so od 4 do 10 cm. Dozorijo septembra in takrat izpustijo krilata semena

Obstajata dve podvrsti tega drevesa:
- Abies balsamea var. balsamea , ki predstavlja večino populacije.
- Abies balsamea var. phanerolepis, ki ima daljše luske na storžih. Razširjena na jugozahodnem delu rastišča, od juga Quebeca do Zahodne Virginije. Angleško ime 'Canaanska jelka' je ta podvrsta dobila po dolini Canaan Valley v Zahodni Virginiji, kjer je dokaj velika populacija te jelke. Nekateri botaniki so mnenja, da je ta podvrsta naravni hibrid med balzamovcem in frazerjevo jelko (Abies fraseri), ki raste južneje, v Apalačih.

Balzamovec je emblem kanadske province New Brunswick.

## Razširjenost in uporabnost
Balzamovec je razširjen od vzhodne do centralne Kanada (od Nove Fundlandije do osrednje Alberte Alberta) ter po severovzhodu ZDA (od Minnesote do Maine, na jugu sega do Apalačev in Zahodne Virginije)
Smola, imenovana kanadski balzam se je v tradicionalni medicini uporabljala kot zdravilo proti prehladu, zaradi svojih odličnih optičnih lastnosti pa tudi kot lepilo za leče in ostale optične komponente. Les se uporablja v papirni industriji, mladi balzamovci pa so tudi priljubljena božična drevesa. Olje, pridobljeno iz tega drevesa je tudi naravni odganjalec glodavcev
V naravi se z balzamovčevim semenom prehranjujejo losi, ameriške rdeče veverice, krivokljuni, sinice, pa tudi gosenice metulja Automeris io.